# Emanuele Ndoj
Emanuele Ndoj (* 20. November 1996 in Catania, Italien) ist ein albanischer Fußballspieler, der zurzeit beim italienischen Erstligisten Brescia unter Vertrag steht.

## Karriere

### Verein
Ndoj wurde in Catania geboren als Sohn von albanischen Immigranten. Er begann seine Karriere als Jugendlicher bei Padova. Im gleichen Jahr wurde er zum AS Rom ausgeliehen. Nach einem Jahr wechselte er zu Brescia Calcio. Im selben Jahr wurde er wieder nach Roma ausgeliehen. 2016 wechselte er endgültig zu Brescia und unterschrieb dort einen Profivertrag. Sein erstes Tor erzielte er 2018 beim Spiel gegen Frosinone Calcio in der Serie B.

### Nationalmannschaft
Ndoj wurde für die Spiele der Albanische Nationalmannschaft bei der WM-Qualifikation 2018 gegen Spanien und Italien vom damaligen Trainer Christian Panucci aufgeboten. Er kam aber nicht zum Einsatz. Am 29. Mai 2018 debütierte Ndoj im Freundschaftsspiel gegen den Kosovo.